# 王韻梅
王韻梅（1918年—2008年），作家，出身中国大陆浙江上虞县，筆名繁露。著作有《向日葵》、《愛之諾言》等。

## 經歷
上海大夏大学肄業，1937年擔任國防軍事委員會中擔任文藝方面的宣傳工作，像是電映、宣傳、演劇等。1945年時擔任青年軍209師政工隊隊員。1947年赴台擔任電視編劇，並在1950年開始以筆名繁露創作小說，分別以《向日葵》、《養女湖》獲得中山文藝小說獎、中華文講會小說獎。

## 作品

### 特色
其寫作背景受到軍旅生活的影響多取自於北伐，中日戰爭，國共內戰時期。

### 長篇小說
《養女湖》、《永恆的春天》、《沈寂的音響》、《我心，我心》、《繁露自選集》等作。

### 短篇小說
《愛之諾言》、《虹橋》、《春桃姑娘》、《繁露選集》、《小姨》等作。

## 外部連結
- 台中文學館—台中作家小傳
- 文學好台誌
- 何有基，寶島台灣作家，浙江省旅台灣同鄉聯誼總會
- 臺灣文學館線上資料平台